# Kurt Gärtner (Politiker)
Kurt Gärtner (* 26. Juni 1879 in Finsterwalde; † 15. Dezember 1944 im KZ Sachsenhausen) war ein deutscher Politiker (USPD, SPD).

## Leben

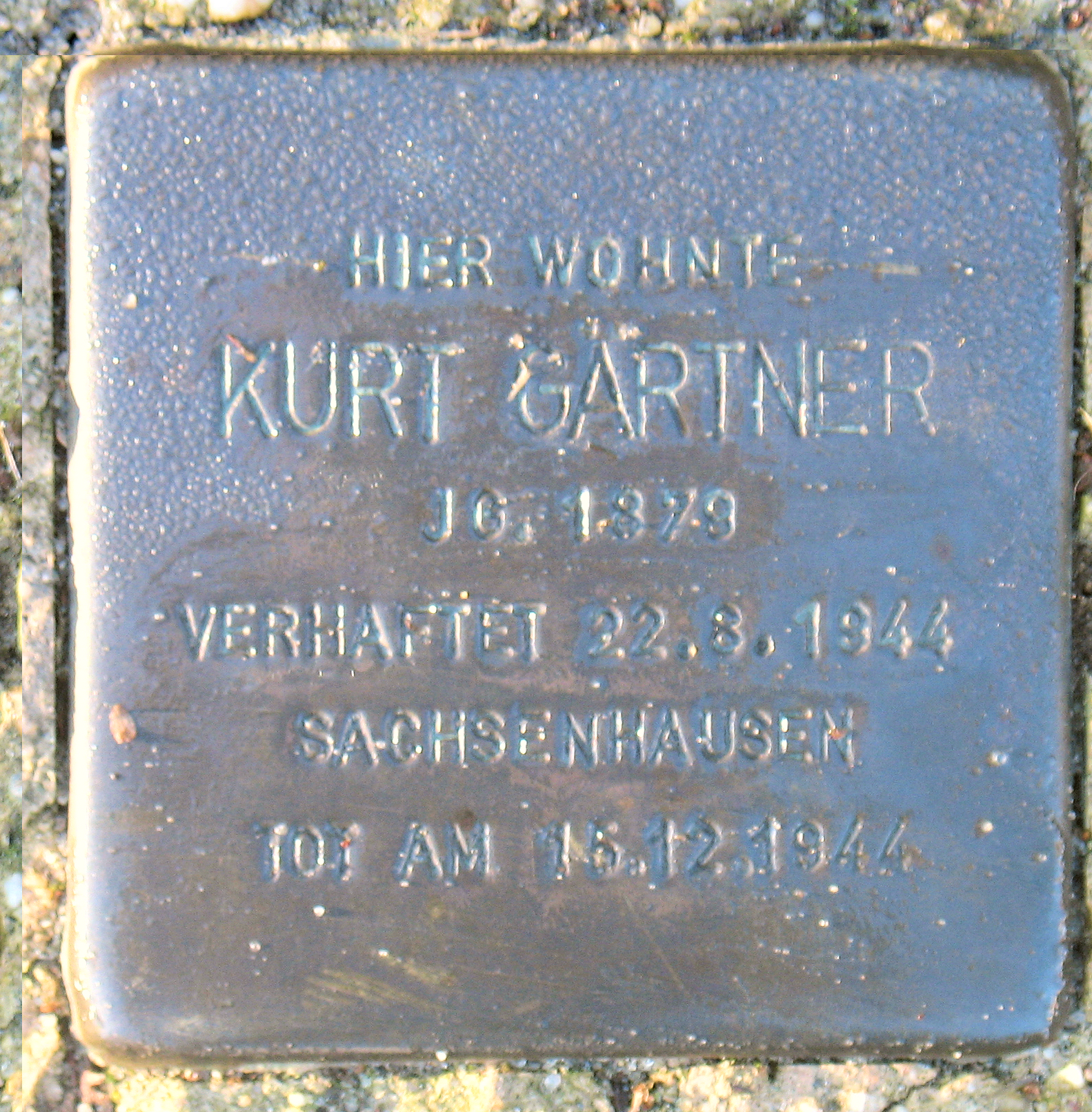
Stolperstein für Kurt Gärtner

Kurt Gärtner war der Sohn eines Tuchmachers und wurde Tischler. 1898 wurde er in Guben Mitglied des Deutschen Holzarbeiterverbands und der SPD. Wegen seiner gewerkschaftlichen Aktivitäten musste er 1905 Guben verlassen, um Arbeit in Berlin zu finden. Im Ersten Weltkrieg wurde er Soldat. Noch 1917 wurde er Mitglied der USPD.
Nach der Novemberrevolution engagierte sich Gärtner in der Politik, 1919 wurde er in die Stadtverordnetenversammlung in der damals noch unabhängigen Stadt Neukölln gewählt. 1922 wechselte er wieder in die SPD. In dieser Zeit war er im Deutschen Freidenker-Verband hauptberuflich tätig. Ab 1925 war Gärtner Stadtverordneter von Berlin.
Die „Machtergreifung“ der Nationalsozialistischen führte zum Verbot seiner politischen Tätigkeit als Stadtverordneter von Berlin. Auch seine Anstellung im Deutschen Freidenker-Verband wurde im Juni 1933 gekündigt. Nach seiner ersten Verhaftung floh er in die Tschechoslowakei, kehrte jedoch 1937 nach Berlin zurück und wirkte im Widerstand. Im Zuge der Aktion Gitter wurde Kurt Gärtner am 22. August 1944 verhaftet und ins KZ Sachsenhausen gebracht, dort wurde er am 15. Dezember 1944 ermordet.

## Nachleben
Am 12. September 2008 wurde in der Gretelstraße 10 in der Nähe der Sonnenallee in Neukölln ein Stolperstein zu Ehren von Kurt Gärtner eingesetzt.